# 크리스티안 로젠크로이츠

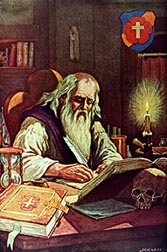

크리스티안 로젠크로이츠(Christian Rosenkreuz)는 17세기 초반에 발표된 세 가지 선언문에 장미십자회의 창립자로 소개된 전설적인 인물이다. 장미십자회에서 최초로 온 익명의 공개 문서 《Fama Fraternitatis Rosae Crucis》는 1614년 독일 카셀에 등장하였으며, 뒤이어 1615년에 발견된 《Confessio Fraternitatis》에는 순례자의 설립자 ‘Frater C.R.C’로 소개되었다. 1616년 스트라스부르크(1618년에 프랑스에 복속)에서 발견된 《Chymical Wedding of Christian Rosenkreutz》에는 비로소 창립자의 이름이 ‘크리스티안 로젠크로이츠’라는 사실이 최초로 공개되었다.

## 같이 보기
- 장미십자회
- 헤르메스주의